# Prohierodula ornatipennis
Prohierodula ornatipennis är en bönsyrseart som beskrevs av Bolivar 1893. Prohierodula ornatipennis ingår i släktet Prohierodula och familjen Mantidae. Inga underarter finns listade i Catalogue of Life.